# Vojtěch Říhovský
Vojtěch Adalbert Říhovský (pseudonym V. Ř. Dubský) (21. dubna 1871 Dub nad Moravou - 15. září 1950 Praha) byl český hudebník a hudební skladatel. Proslul zejména v oblasti chrámové hudby.

## Život
Narodil se v Dubu nad Moravou (okres Olomouc) v hudební rodině. Jeho otec i dědeček byli učitelé a ředitelé kůru v místním poutním chrámu Očišťování Panny Marie. Po studiích na německém reálném gymnáziu ve Šternberku a v Olomouci odešel do Prahy na C. a k. českou vysokou školu technickou. Technická studia však nebyla pro hudebně nadaného studenta příliš přitažlivá a proto přešel na Varhanickou školu, ze které odešel v roce 1889 (těsně před jejím sloučením s Konzervatoří). Z těchto let se také datují jeho první skladby. Dále studoval na operní a pěvecké škole Jana Ludevíta Lukese a v ústavu Arnošta Černého na Královských Vinohradech.
Po studiích v Praze působil ve svém rodišti jako učitelský pomocník. V roce 1902 se stal ředitelem kůru v chrámu Nanebevzetí Panny Marie v Chrudimi. Kromě toho vyučoval v učitelském ústavu i soukromě a stal organizátorem hudebního života města jako všestranný hudebník a sbormistr.
V roce 1914 získal místo ředitele kůru v chrámu sv. Ludmily v Praze-Vinohradech. Stejně jako v Chrudimi i v Praze se věnoval mnoha dalším hudebním aktivitám. Mimo jiné byl sbormistrem Arcibiskupského semináře a účastnil se činnosti Obecné jednoty cyrilské v Praze. Byl také varhaníkem v kostele Panny Marie Královny míru v Praze Lhotce. Pro tento kostel složil píseň: Královno míru. Složil také píseň: Ó Srdce Páně, archo naší spásy.

## Dílo
Těžiště jeho díla spočívá v chrámových skladbách, které jsou dodnes uváděny. Během svého života zkomponoval 27 mší na latinský text, z nichž nejznámější jsou např.:
- Missa Loretta, op.3,
- Missa Jubilaei Silemnis, op. 33,
- Missa Pastoralis, op. 48.
- Missa Sanctae Ludmilae, op. 68,
- Missa B. Mariae de Lourdes, op. 92.

Dále 10 českých mší, 5 requiem, několik Te Deum, cca 50 graduale a stejný počet ofertorií, pangelingua (80 latinských a 40 českých), litanie, pohřební zpěvy, koledy a další příležitostnou hudbu pro církevní účely. Z rozměrnějších děl je známa Velkopáteční kantáta, op.68.
Mimo chrámovou hudbu komponoval zejména pro klavír a sborové skladby. Velmi populární byly jeho sbírky instruktivních skladeb pro klavír, varhany, housle a malé komorní soubory.
Například:
- Dětským srdéčkům (Lidové písně a říkadla pro klavír v snadném slohu)
- Pod vánočním stromkem (Pět snadných transkripcí na Vánoční písně pro klavír na 2 ruce)